# 謝爾曼鎮區 (堪薩斯州迪金森縣)
謝爾曼鎮區（英語：Sherman Township）為美國堪薩斯州迪金森縣轄下的鎮區。2010年美国人口普查中此鎮區人口有162人。

## 地理
謝爾曼鎮區涵蓋總面積為77.5平方（29.93平方英里），其中陸地面積為77.4平方（29.87平方英里），水域面積為0.16平方（0.06平方英里）或0.20%。海拔高度355（1,165英尺）。

## 人口統計
根據2010年美國人口普查，謝爾曼鎮區人口有162人，其中男性有80人，女性有82人，人口密度為每平方公里2.09人，住房計72戶。鎮區內的白人有156人，非裔美國人有0人，美洲原住民有0人，亞裔美國人有1人，太平洋島裔美國人有0人，其他種族有1人，混血種族則有4人。此外鎮區內有3人為西班牙裔或拉丁裔美國人。此鎮區之年齡中位數為42.3歲，而男性年齡中位數為42.0歲，女性年齡中位數為43.0歲。

## 交通

### 主要公路
- 15號堪薩斯州州道
- 197號堪薩斯州州道